# 이스케이프 룸 (2018년 영화)
이스케이프 룸(Escape Room)은 미국에서 제작된 피터 듀크스 감독의 2018년 공포 영화이다. 스키트 울리치, 크리스틴 돈런 등이 주연으로 출연하였다.

## 줄거리
참가자들이 의문의 초청장을 받고 의문의 게임을 참가하게 된다. 대기실에서 벽과 철등이 뜨거워지고 온풍기까지 틀려 점점 온도가 높아진다. 나중엔 천장에서 불이 내려와 위협을 하지만 다행히 6명의 참가자는 탈출구를 찾아 탈출하게 된다. 탈출구를 빠져나온뒤 보니 한 오두막 안이었다. 오두막 문은 잠겨있고 벤은 비밀번호를 찾아 나가지만... 끝없이 펼쳐진 나무가 있는 어느 강. 물은 얼어있고 온도는 점점 내려간다. 외투를 돌아가면서 입지만 점점 이상증상을 보이는 참가자. 벤은 담배를 피러 갔지만 참가자들이 라이터를 달라고 한다. 벤은 라이터를 얼음 바닥으로 주지만 참가자 한명이 얼음이 께져 떨어져 얼어 죽고 만다. 하지만 탈출구를 찾고 나가지만 거꾸로 되어있는 한 당구장. 시간이 흐를수록 당구장의 바닥이 한 직사각형 모양으로 빠지게 된다. 한명이 낙사로 죽게되고 조이는 슬픔에 빠진다. 탈출구를 빠져나가고 정신을 차리고 둘러보니 참가자들이 옛날 치료를 받았던 병원. 거기서 5분의 시간이 주어지게 된다. 독가스가 점점 나오면서 조이는 질식해 가고 다른 2명의 참가자들은 빠져나온다. 조이는 cctv를 부셔 산소 마스크로 숨을 쉬고 있는다. 벤과 참가자는 서로 탈출구의 문 즉 맨홀 뚜껑을 열지만 점점 정신이 흐려지게 된다. 벤은 해독제를 얻기위해 참가자를 죽이고 해독제를 얻어 주사를 놓는다. 마지막은 게임 게최자가 기다리고 있었다. 히녹스는 벤을 죽이려 하지만 조이와 함께 히녹스를 죽이고 나온다. 그리고 조이는 현장을 설명하기 위해 가지만 No way out이란 표시를 보고 Oow tan yu 라는 말을 떠올리고 소리를 지른다. 그리고 4개월 후 조이와 벤은 히녹스의 게임이 주최되는 곳을 가게된다.

## 출연

### 주연
- 크리스틴 돈런
- 랜디 웨인
- 스키트 울리치

### 조연
- 리야드 하자이
- 테일러 파이디몬트
- 숀 영